# 迟尚斌
迟尚斌（1949年9月19日—2021年3月6日），辽宁大连人，中国足球运动员、足球教练。

## 职业生涯
迟尚斌15岁开始接受足球系统训练，1969年在辽宁青年足球队效力。次年进入中国国家足球队並参加亚洲杯、奥运会及世界杯预选赛等大赛。迟尚斌也曾担任国家队队长五年之久。迟尚斌在1982年退役。

## 教练生涯
迟尚斌于1985年在北京部队首次出任主教练。兩年后在日本球队大阪钢巴的青年队出任主教练。迟尚斌回国后执教大连万达，创下连续55场不败的纪录。其中1996年率领大连队以不败的战绩甲A联赛获得冠军，迟尚斌获得最佳教练。
1998-2000年迟尚斌分別执教了四川全兴及厦门远华，其中在厦门队获得甲B联赛冠军，助厦门队升入甲A联赛。
2000-2002年，在国家队任助理教练。離開国家队教练组后，先后在河南建业及江苏舜天执教。
2005年2月，迟尚斌执教深圳健力宝，由于球员对迟尚斌的教练组不满，造成深圳健力宝队在中超联赛前九轮4平5负无一胜绩，矛盾公开化。5月17日，深圳健力宝俱乐部解除了迟尚斌的主教练职务。
2009年9月，迟尚斌出任新组建的乙级联赛球队大连阿尔滨总教练。
2017年，迟尚斌出任中国企业体育协会职工足球委员会主席。

## 逝世
2021年3月6日因心肌梗塞去世，享年72岁。